# Bahnhof Lorch (Rhein)
Der Bahnhof Lorch (Rhein) ist ein Bahnhof in der Stadt Lorch im Rheingau an der rechten Rheinstrecke zwischen Wiesbaden und Koblenz.

## Verkehr
Der Bahnhof Lorch (Rhein) liegt im Tarifgebiet des Rhein-Main-Verkehrsverbundes. Der Bahnhof wird stündlich von der SPNV-Linie RB 10 (RheingauLinie) bedient.
| Linie | Verlauf | Takt                                                                   |
| ----- | --- | ---------------------------------------------------------------------- |
| RB 10 | RheingauLinie: Frankfurt (Main) Hbf – Frankfurt-Höchst – Mainz-Kastel – Wiesbaden Hbf – Wiesbaden-Biebrich – Wiesbaden-Schierstein – Niederwalluf – Eltville – Erbach (Rheingau) – Hattenheim – Oestrich-Winkel – Geisenheim – Rüdesheim (Rhein) – Assmannshausen – Lorch (Rhein) – Lorchhausen – Kaub – St. Goarshausen – Kestert – Kamp-Bornhofen – Filsen – Osterspai – Braubach – Oberlahnstein – Niederlahnstein – Koblenz Hbf – Koblenz Stadtmitte – Neuwied Stand: Fahrplanwechsel Dezember 2023 | 60 min 30 min (Frankf.–Assmannshausen) 30 min (Frankf.–KO Hbf zur HVZ) |

Etwa 250 m vom Bahnhof entfernt, befindet sich die Bushaltestelle Lorch Bahnhof. Von dort verkehren die Buslinien 191 und 171 in Richtung Wollmerschied und Rüdesheim.

## Infrastruktur
Weichen und Signale des Bahnhofs wurden von 1961 bis zum 3. Dezember 2011 von einem Drucktastenstellwerk (Bauart Dr S2) gesteuert. Im Jahr 2011 ging ein elektronisches Stellwerk (ESTW-A) in Betrieb.